# Stazione di San Benedetto del Tronto
La stazione di San Benedetto del Tronto è una stazione ferroviaria posta nella ferrovia Adriatica, sulla tratta Ancona-Pescara. Serve la città di San Benedetto del Tronto e funge da capolinea della ferrovia Ascoli Piceno-San Benedetto del Tronto, che in origine avrebbe dovuto collegare la Riviera marchigiana con Roma.

## Strutture e impianti
La stazione è gestita da Rete Ferroviaria Italiana che la cataloga come Silver.
La stazione è dotata di 9 binari, di cui 5 tronchi e 4 dedicati al traffico passeggeri: 
- Il binario 1 è un binario di deviazione utilizzato dalla Sala BLU per il servizio di assistenza alle Persone a Ridotta Mobilità[1]. Il binario 1 ovest tronco non è utilizzato;
- I binari 2 e 3 sono i binari di corretto tracciato: il secondo viene percorso dai treni in direzione Nord, mentre l'altro dai treni verso Sud;
- Il binario 4 è il binario di sosta dove fermano i treni con capolinea San Benedetto del Tronto.

La struttura presenta un bar, un'edicola, una sala d'attesa e una sala principale in cui è presente una biglietteria Trenitalia.
Nel corso degli anni 2025-2026, saranno eseguiti lavori di ammodernamento per l'eliminazione di barriere architettoniche a partire dalla ristrutturazione del parcheggio antistante alla stazione.

## Movimento
La stazione è servita da treni regionali e regionali veloci operati da Trenitalia, Trenitalia Tper e Trasporto Unico Abruzzese nell'ambito dei contratti di servizio stipulati con le regioni interessate.
Inoltre, la stazione è servita da treni a media/lunga percorrenza appartenenti sia al servizio universale (InterCity) sia ai servizi a mercato (Frecciarossa), da e per Milano, Parma, Bologna, Ancona, Pescara, Foggia, Bari, Lecce, Taranto.

## Servizi
La stazione dispone di:
- Biglietteria a sportello
- Biglietteria self-service
- Servizi igienici
- Bar / Tabaccheria
- Posto di Polizia ferroviaria
- Sala di attesa

## Interscambi
- Stazione taxi
- Fermata autobus